# Takajuki Morimoto
Takajuki Morimoto (japonsko 森本 貴幸), japonski nogometaš, * 7. maj 1988, Kanagava, Japonska.
Za japonsko reprezentanco je odigral 10 uradnih tekem in dosegel 3 gole.